# حبيل مفطخة

تعديل مصدري - تعديل

حبيل مفطخه هي إحدى قرى عزلة القارة بمديرية رصد التابعة لمحافظة أبين، بلغ تعداد سكانها 76 نسمة حسب تعداد اليمن لعام 2004.